# 朱奧·佩德洛·羅德利蓋斯
朱奧·佩德洛·羅德利蓋斯（葡萄牙語：João Pedro Rodrigues；1966年8月24日—）是葡萄牙電影導演。1989年畢業自里斯本戲劇與電影學校；2000年，他的第一部長片《暗夜魅惑》獲選為第57屆威尼斯影展正式競賽片。

## 電影作品

### 劇情長片
- 2000年：《暗夜魅惑（葡萄牙語：O Fantasma (filme de 2000)）》（O Fantasma）
- 2005年：《兩個漂泊的靈魂》（Odete）
- 2009年：《罪美女人》（Morrer como um Homem）
- 2012年：《再見澳門》（A Última Vez que Vi Macau）
- 2016年：《鳥人秘境》（O Ornitólogo）
- 2022年：《王子大戰打火兄弟（法语：Feu follet (film)）》（Fogo-fátuo）

### 短片
- 1997年：《生日快樂》（Parabéns!）
- 2007年：《中國，中國》（China China）
- 2011年：《紅日初升》（Alvorada Vermelha）
- 2012年：
  - 《聖安東尼節的早晨》（Manhã de Santo António）
  - 《國王的身體》（O Corpo de Afonso）
- 2013年：《麻將》（Mahjong）
- 2014年：《炮竹的幽靈》（IEC Long）

## 外部連結
- 朱奧·佩德洛·羅德利蓋斯在互联网电影资料库（IMDb）上的資料（英文）